# Habronestes pictus
Habronestes pictus là một loài nhện trong họ Zodariidae.
Loài này thuộc chi Habronestes. Habronestes pictus được Ludwig Carl Christian Koch miêu tả năm 1865.